# Curious Pastimes
Curious Pastimes är ett företag med säte i Moreton i Wirral i Merseyside i Nordvästra England. Curious Pastime arrangerar Renewal, en av Storbritanniens mest välkända lajvkampanjer.  Curious Pastimes grundades 1995 som en utbrytargrupp från Lorien Trust.

## Renewal
Den pågående Renewal-kampanjen är en avknoppning av Lorien Trusts Gathering-kampanj.

### Produktion
Renewal använder sig av ett spelsystem som bygger på det som används av Lorien Trust. Man använder boffervapen för att gestalta strid. Ett mindre antal spelledarpersoner är aktiva under arrangemangen. Ett typiskt arrangemang inom kampanjen avslutas med en planerad slutstrid. Kampanjen är öppen för alla åldrar, men endast de som är över 16 får delta i strider.

### Fiktion
Den värld som Renewal-kampanjen utspelar sig i är en jordliknande High Fantasy-värld och den kontinent där kampanjen utspelar sig påminner geografiskt och klimatmässigt om Eurasien. Det finns nio intelligenta humanoida raser som kan gestaltas: människor, alver, mörkeralver, dvärgar, orcher, ogrer, gobliner, troll och hybrider mellan människor och djur. Renewals kampanjvärld är en "öppen" kampanjvärld, vilket innebär att alla deltagare kan skapa och skriva eget innehåll till den så länge de inte inför krutvapen eller avancerad teknologi i kampanjvärlden.

### Arrangemang
Det hålls fyra officiella arrangemang inom Renewal-kampanjen varje år. Det största arrangemanget är ett årligen återkommande arrangemang i augusti varje år och har normalt omkring 800 deltagare.  Därutöver har Curious Pastimes sanktionerat ett flertal deltagararrangerade mindre arrangemang. Allt som allt hålls det omkring ett tjugotal arrangemang varje år i Renewal-kampanjen. 

### Lajvområden
Renewal använde Phasels Wood Scout Camp i Hemel Hempstead från 1998 till 2007.  Därefter har kampanjen använt flera andra permanenta scoutlägerområden som Woodhouse Scout Camp i Bristol, Bispham Hall Scout Camp i Wigan och Barnswood Scout Camp i Leek.